# Ann Magnuson

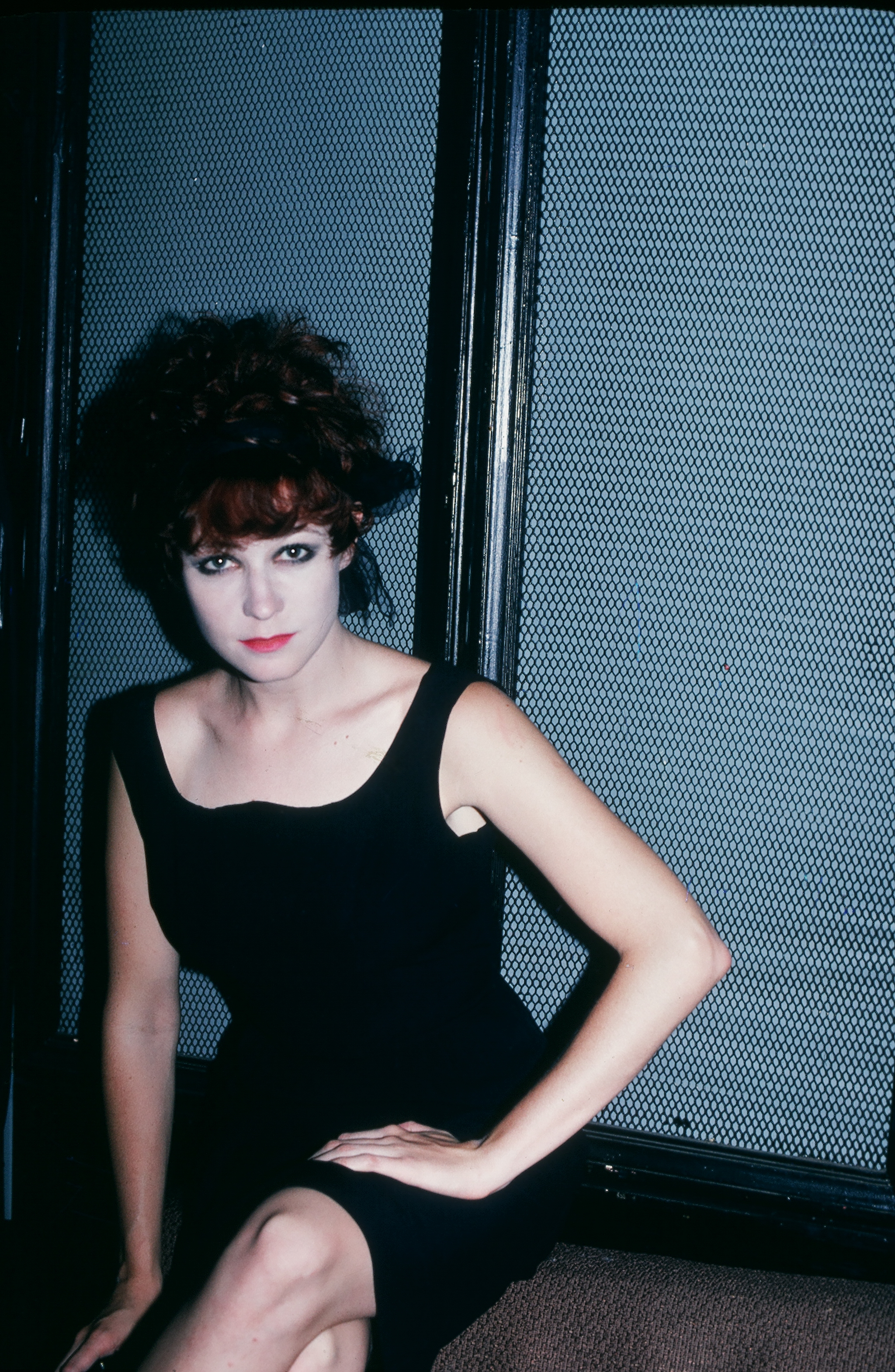
Ann Magnuson (Anfang 1980er Jahre)

Ann Magnuson (* 4. Januar 1956 in Charleston, West Virginia) ist eine US-amerikanische Schauspielerin und Sängerin.

## Leben und Leistungen
Magnuson absolvierte im Jahr 1978 die Denison University in Granville, Ohio. Sie debütierte als Schauspielerin am Anfang der 1980er Jahre. Im Thriller Begierde (1983) spielte sie eine junge Frau, die von Miriam und John Blaylock (Catherine Deneuve und David Bowie) ermordet wird. In der Komödie Making Mr. Right – Ein Mann à la Carte (1987) spielte sie neben John Malkovich eine der Hauptrollen. In den Jahren 1989 bis 1992 trat sie in der preisgekrönten Fernsehserie Anything But Love auf. Im Thriller Panic Room (2002) spielte sie eine Freundin von Meg Altman, die von Jodie Foster dargestellt wurde. Im Jahr 2003 war sie in der Fernsehserie Wanda at Large zu sehen.
Magnuson war am Anfang der 1980er Jahre im Club 57 in New York City als DJ tätig. Sie war in den Jahren 1985 bis 1992 die Sängerin und Texterin der Musikgruppe Bongwater, die einige Musikalben veröffentlichte. Im Jahr 1995 veröffentlichte sie das Soloalbum The Luv Show.

## Filmografie (Auswahl)
- 1982: Vortex
- 1983: Begierde (The Hunger)
- 1985: Susan … verzweifelt gesucht (Desperately Seeking Susan)
- 1987: Making Mr. Right – Ein Mann à la Carte (Making Mr. Right)
- 1988: Lebensmüde leben länger (Checking Out)
- 1988: Jimmy Reardon (A Night in the Life of Jimmy Reardon)
- 1988: Tequila Sunrise
- 1990: Die Liebe eines Detektivs (Love at Large)
- 1994: Das Kartell (Clear and Present Danger)
- 1995: Tank Girl
- 1996: Davor und danach (Before and After)
- 1996: Munsters fröhliche Weihnachten (The Munsters’ Scary Little Christmas)
- 1997: Levitation
- 1998: Small Soldiers
- 1999: Friends & Lovers
- 2000: Housebound
- 2000: Love & Sex
- 2001: Glitter – Glanz eines Stars (Glitter)
- 2001: The Caveman’s Valentine
- 2002: Panic Room
- 2003: State of Mind (The United States of Leland)
- 2020: Star Trek: Picard (Fernsehserie, 2 Folgen)
- 2021: Gossip Girl (Fernsehserie, 1 Folge)